# Ангел тьмы
«Ангел тьмы» или «Тёмный ангел» (англ. Dark Angel or I Come in Peace),также"Я пришёл с миром" — фантастический боевик 1990 года режиссёра Крэйга Бэксли. Основные роли сыграли Дольф Лундгрен, Маттиас Хьюз, Брайан Бенбен.

## Сюжет
На землю падает некий горящий объект, свидетелем падения становится молодой мужчина, чья машина взрывается в результате инцидента. Мужчина умирает от рук инопланетянина, появившегося из горящей воронки, оставшейся на месте падения. Мафиози грабят отделение полиции, похищая наркотики, а затем взрывая здание. Полицейский Джек Кейн (Дольф Лундгрен), находясь на задании, теряет напарника, который погибает от рук мафии, члены которой гибнут от рук инопланетянина. Кейн берётся расследовать убийство своего напарника, а вместе с ним и смерти бандитов, совершённые странным оружием.
В напарники Кейну, дают агента ФБР Смита (Брайан Бенбен). Служители закона находят оружие в форме диска на месте преступления. Руководство Смита требует от него передавать все сведения и улики в ФБР. Кейн наносит визит мафии. Представители банды пытаются убить Кейна. Бандиты заставляют Кейна работать на них, став наркокурьером. Во время сделки Кейна грабят, но грабитель не уходит далеко, его убивают в переулке. В ходе расследования выясняется, что инопланетянин (Маттиас Хьюз) убивает людей, предварительно накачав их наркотиками. Он получает гормоны под названием эндорфины из тел людей. Из эндорфинов он делает наркотик "бларси", и сам употребляя, и продавая на галактическом черном рынке. Его преследует инопланетный служитель закона Айзек, которого смертельно ранят, но прежде он успевает рассказать свои земным коллегам о том что происходит. Он велит Кейну поклясться, что инопланетный наркоторговец будет убит,  иначе по его примеру сюда нагрянут десятки и сотни другиx. Кейн и Смит забирают оружие полицейского из другого мира.
Смит передает оружие пришельца своему начальнику Свитцеру, который пытается его убить. Но Кейн спасает жизнь Смита ,застрелив его босса. Вместе они отправляются на поиски инопланетянина. Они находят его запасы гормонов в кейсе на старом заводе. Появляется пришелец, и им приходится драться. В бою огнестрельное оружие оказывается не эффективно, Кейн вынужден воспользоваться оружием инопланетянина, только это спасает ему жизнь и помогает победить.

## В ролях
- Дольф Лундгрен — детектив Джек Кейн[6]
- Брайан Бенбен — специальный агент Арвуд «Ларри» Смит
- Маттиас Хьюз — злой пришелец Талек
- Бетси Брентли[англ.] — Диана Пэллон
- Сэм Андерсон — Уоррен
- Шерман Ховард — Виктор Мэннинг
- Джей Билас[англ.] — пришелец полицейский Айзек
- Джим Хейни — капитан Мэлоун, босс Кейна
- Дэвид Экройд — инспектор Свитцер босс Смита
- Майкл Дж. Поллард — Бонер, мелкий преступник

## Продолжение
В марте 2016 года благодаря Хьюзу стало известно, что планируется снять продолжение.